# 65-ös villamos (Budapest)
A budapesti 65-ös jelzésű villamos Rákospalota, Czabán Samu tér és Rákospalota, MÁV-telep között közlekedett, éjjel-nappal. A viszonylatot megszűnése előtt a Budapesti Közlekedési Vállalat üzemeltette.

## Története
A BKVT 1911 végén helyezte üzembe a 65-ös villamosjáratot, amely a Károly körút és az Erzsébet királyné útja között közlekedett a Rákóczi és a Thököly úton át. Ezt követően útvonalát kibővítették: a Károly körút után a Szabadság térre, onnan pedig a Nyugati pályaudvarhoz ment, innen pedig a Vilmos császár (ma: Bajcsy-Zsilinszky) úton tért vissza a Károly körúthoz. 1915 után útvonala módosult, a Margit hídon át Óbudáig hosszabbították. 1919. november 21-én megszűnt.
1920 elején újraindították, majd a BSZKRT megalakulása (1923) után a társaság leghosszabb viszonylatának számított a több mint 15 kilométeres útvonalával. 1924. május 31-én a Lukács fürdőig rövidült. 1926. július 12-én a Zsigmond térig hosszabbodott, majd július végén útvonala módosult, ettől kezdve elkerülte a Vilmos császár utat. 1930. szeptember 15-én megszüntették.
1954. október 25-én a BSZKRT utódvállalata, a Fővárosi Villamosvasút indított 65-ös jelzéssel villamosjáratot Rákospalota, Bajcsy-Zsilinszky út és a Thököly út–Mexikói út kereszteződése között. 1955. április 1-jén rákospalotai végállomása a Dózsa György út lett. 1965. december 1-jén betétjárata indult 65A jelzéssel Rákospalota (mai MÁV-telepi végállomás) és a Thököly út között. 1970. április 3-án a 65-ös útvonala a Rákospalota, Czabán Samu tér–Rákospalota szakaszra rövidült, ennek következtében a 65A betétjárat megszűnt. 1980. január 13-án az M3-as autópálya bevezető szakaszának építési munkálatai miatt a 65-ös villamosjárat megszűnt, azonban a vágányokat üzemi célból az 1-es villamos megnyitásáig megtartották. 1981. január 19-étől (az Árpád hídi villamoskapcsolat megszűnése) az újpesti hálózat csak a Beller Imre utcán keresztül csatlakozott a hálózat többi részéhez.

### Az éjszakai járat
A 65-ös éjszakai is közlekedett az 1960-as évektől (a pontos bevezetési időpont ismeretlen) 1973-ig Rákospalota, Czabán Samu tértől a Thököly útig, majd 1974-től csak Rákospalota végállomásig. A viszonylat a nappali 65-össel együtt szűnt meg, É jelzést a nappalival azonos útvonala miatt nem kapott.

## Útvonala
Megszűnése előtti útvonala
| Rákospalota, MÁV-telep felé                                                                   | Rákospalota, Czabán Samu tér felé                                                             |
| --------------------------------------------------------------------------------------------- | --------------------------------------------------------------------------------------------- |
| Rákospalota, Czabán Samu tér vá. – Beller Imre utca – Lenin útja – Rákospalota, MÁV-telep vá. | Rákospalota, MÁV-telep vá. – Lenin útja – Beller Imre utca – Rákospalota, Czabán Samu tér vá. |

## Megállóhelyei 1958-ban
Az átszállási kapcsolatok között a Sporttelep és a Thököly út között közlekedő 65A villamos nincs feltüntetve.
| 0  | Rákospalota, Dózsa György út végállomás   | 20 | 10, 10A, 12, 55, 69 24, 25, 47 |
| 1  | Bajcsy-Zsilinszky út                      | 19 | 69 24, 25, 47                  |
| 2  | Rädda Barnen utca                         | 18 | 69                             |
| 3  | Arany János utca                          | 17 | 69 25                          |
| 4  | Szerencs utca                             | 16 | 69                             |
| 5  | Dugonics utca                             | 15 | 69                             |
| 6  | Rákos út                                  | 14 | 69 25                          |
| 7  | MÁV lakótelep                             | 13 | 69                             |
| 8  | Sporttelep                                | 12 | 67, 69, 69A                    |
| 9  | Széchenyi út                              | 11 | 67                             |
| 10 | Tóth István utca                          | 10 | 67 24, 25                      |
| 11 | Öv utca                                   | 9  | 67 25                          |
| 12 | Miskolci út                               | 8  | 67 25                          |
| 13 | Rákospatak                                | 7  | 67 25                          |
| 14 | Fűrész utca                               | 6  | 67 25                          |
| 15 | Nagy Lajos király útja                    | 5  | 67 25, 32                      |
| 16 | Uzsoki utca                               | 4  | 67 25                          |
| 17 | Amerikai út                               | 3  | 67 25                          |
| 18 | Erzsébet királyné útja (↓) Mexikói út (↑) | 2  | 67 70 25                       |
| 19 | Korong utca                               | 1  | 67                             |
| 20 | Thököly út végállomás                     | 0  | 44, 67, 68 Rákosváros          |